# Abay (Đông Kazakhstan)
Abay (Tiếng Kazakh: Абай ауданы, Abay awdanı), là một huyện của tỉnh Đông Kazakhstan, miền đông Kazakhstan. Trung tâm hành chính của huyện là Karauyl.